# Anastasio Alfaro

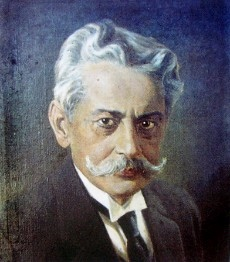
Anastasio Alfaro

Anastasio Alfaro (16 februari 1865 – 20 januari 1951) was een zoöloog, geoloog en ontdekkingsreiziger uit Costa Rica.
Alfaro was directeur van het Museo Nacional de Costa Rica. Vanuit die positie organiseerde hij de Costa Ricaanse tentoonstelling op de Exposición Histórico Americana, die in 1892 werd georganiseerd in Madrid ter gelegenheid van het 400-jarig jubileum van de ontdekking van Amerika.
In de taxonomie en zoölogie verwijst de afkorting Alfaro naar Anastasio Alfaro. De salamander Oedipina alfaroi is naar hem vernoemd.
- Biblioteca Nacional de España: XX1180893
- Gemeinsame Normdatei: 13165912X
- International Standard Name Identifier: 0000 0000 8224 9651
- Library of Congress Control Number: n87138213
- Nationale Bibliotheek van Israël: 987007332032905171
- Nederlandse Thesaurus van Auteursnamen: 071633103
- Système universitaire de documentation: 166233501
- Virtual International Authority File: 47900437
- WorldCat: E39PBJbtmGM4PGwFjdCTTk7vHC